# Rete tranviaria di Würzburg
La rete tranviaria di Würzburg è la rete tranviaria che serve la città tedesca di Würzburg.

## Linee
- 1 Pestalozzistraße - Königsberger Straße
- 2 Hauptbahnhof - Mainaustraße
- 3 Hauptbahnhof - Athener Ring
- 4 Mainaustraße - Königsberger Straße
- 5 Pestalozzistraße - Rottenbauer